# Лаллио
Ла́ллио (итал. Lallio) — коммуна в Италии, находится в регионе Ломбардия, подчиняется административному центру Бергамо.
Население составляет 3826 человек, плотность населения составляет 1913 чел./км². Занимает площадь 2 км². Почтовый индекс — 24040. Телефонный код — 035.
Покровителями коммуны почитаются святые апостол Варфоломей и первомученик Стефан, празднование в первое воскресенье сентября.

## Города-побратимы
- Шёнгайзинг, Германия